# Саманьего, Адриано
Адриано Саманьего Хименез (исп. Adriano Samaniego Giménez; род. 8 сентября 1963 года, Луке, Парагвай) — парагвайский футболист, нападающий. Обладатель Кубка Либертадорес и участник Кубка Америки.

## Карьера
Нападающий начал карьеру в знаменитой команде «Олимпия», в составе которой четыре раза выиграл чемпионат страны и впервые сыграл за сборную Парагвая. В конце 1980-х. нападающий првоёл два сезона в мексиканском чемпионате. В 1990 году нападающий вернулся в «Олимпию», в составе которой он выиграл Кубок Либертадорес , Рекопу , Суперкубок Либертадорес. В 1991 году парагвайский нападающий перешёл в Атлетико Хуниор, за который он отыграл три сезона. Во второй половины 1990-х нападающий выиграл два чемпионата с «Олимпией». В 1998 году Адриано завершил карьеру футболиста.

## Сборная Парагвая
В сборной Парагвая нападающий дебютировал в 1986 году. В составе сборной Парагвая нападающий принял участие в Кубке Америки.

## Достижения
«Олимпия»
- Чемпион Парагвая (6): 1981, 1982, 1983, 1985, 1995, 1997
- Обладатель Кубка Либертадорес: 1990
- Обладатель Рекопы: 1991
- Обладатель Суперкубка Либертадорес: 1990

«Атлетико Хуниор»
- Чемпион Колумбии: 1993